# Porpidia umbonifera
Porpidia umbonifera är en lavart som först beskrevs av Johannes Müller Argoviensis, och fick sitt nu gällande namn av Rambold 1989. Porpidia umbonifera ingår i släktet Porpidia och familjen Porpidiaceae.   Inga underarter finns listade i Catalogue of Life.